# Diocèse de Venado Tuerto
Le diocèse de Venado Tuerto (en latin : Dioecesis Cervi Lusci ; en espagnol : Diócesis de Venado Tuerto) est un diocèse de l'Église catholique en Argentine, suffragant de l'archidiocèse de Rosario.

## Territoire
Il comprend le département de General López ainsi qu'une partie des départements de Caseros et Constitución (l'autre partie de ces deux derniers départements étant gérée par l'archidiocèse de Rosario) de la province de Santa Fe ce qui représente un territoire de 14 000 km2 divisé en 44 paroisses.
Le siège épiscopal est dans la ville de Venado Tuerto où se trouve la cathédrale de l'Immaculée-Conception.

## Historique
Le diocèse est érigé le 12 août 1963 par la constitution apostolique Summorum Pontificum du pape Paul VI en prenant sur le territoire du diocèse de Rosario, qui est élevé le jour même au rang d'archidiocèse métropolitain et dont Venado Tuerto devient suffragant.
Par la lettre apostolique Die undetricesimo du 29 mai 1979, Jean-Paul II décrète que la Vierge Marie honorée sous le vocable de l'Immaculée Conception est la patronne principale du diocèse.

## Évêques
- Fortunato Antonio Rossi (12 août 1963 - 11 novembre 1977), nommé évêque de San Nicolás de los Arroyos
- Mario Picchi, S.D.B (31 mars 1978 - 19 juin 1989)
- Paulino Reale Chirina (19 juin 1989 - 16 décembre 2000)
- Gustavo Arturo Help (16 décembre 2000 - 26 octobre 2021)
- Han Lim Moon, depuis le 26 octobre 2021